# 도련초등학교
도련초등학교는 대한민국 제주특별자치도 제주시에 있는 공립 초등학교이다.

## 학교 연혁
- 2014년 2월 21일 : 도련초등학교 공사 착공
- 2015년 5월 1일 : 개교
- 2015년 1월 2일 : 제주특별자치도 도립학교 설치조례 공포
- 2015년 2월 10일 : 도련초등학교 준공
- 2015년 3월 1일 : 도련초등학교 10학급, 병설유치원 2학급 인가
- 2015년 3월 1일 : 초대 오두준 교장 부임
- 2015년 6월 3일 : 도련초등학교 개교
- 2016년 3월 1일 : 도련초등학교 18학급 편성(특수학급 1학급)
- 2016년 3월 1일 : 제주특별자치도교육청 지정 수학교육 연구학교
- 2016년 9월 1일 : 도련초등학교 19학급 편성(특수학급 1학급)
- 2017년 2월 9일 : 도련초등학교병설유치원 제2회 졸업(52명)
- 2017년 2월 10일 : 도련초등학교 제2회 졸업(32명)
- 2017년 3월 1일 :  2대 김영대 교장 부임
- 2017년 3월 1일 : 도련초등학교 28학급 편성(특수학급 1학급)
- 2018년 1월 25일 : 도련초등학교병설유치원 제3회 졸업(51명)
- 2018년 1월 26일 : 도련초등학교 제3회 졸업(66명)
- 2018년 3월 1일 : 도련초등학교 30학급 편성(특수학급 1학급)
- 2018년 9월 1일 : 3대 강성지 교장 부임
- 2019년 1월 29일 : 도련초등학교병설유치원 제4회 졸업(51명)
- 2019년 1월 30일 : 도련초등학교 제4회 졸업(66명)
- 2019년 3월 1일 : 도련초등학교 36학급 편성(특수학급 1학급)
- 2022년 3월 2일 : 4대 조미영 교장 부임

## 참고 자료
- 도련초등학교 - 한국교육학술정보원 학교알리미